# Katie Hewison
Katie Hewison (nacida como Katie Ingram, Chorley, 26 de julio de 1985) es una deportista británica que compitió en duatlón. Ganó dos medallas en el Campeonato Mundial de Duatlón en los años 2011 y 2012, y dos medallas en el Campeonato Europeo de Duatlón en los años 2010 y 2014.

## Palmarés internacional
| Campeonato Mundial | Campeonato Mundial | Campeonato Mundial | Campeonato Mundial |
| Año                | Lugar              | Medalla            | Prueba             |
| ------------------ | ------------------ | ------------------ | ------------------ |
| 2011               | Gijón ( España)    | Medalla de oro     | Individual         |
| 2012               | Nancy ( Francia)   | Medalla de plata   | Individual         |
| Campeonato Europeo |                    |                    |                    |
| Año                | Lugar              | Medalla            | Prueba             |
| 2010               | Nancy ( Francia)   | Medalla de plata   | Individual         |
| 2014               | Weyer ( Austria)   | Medalla de oro     | Individual         |